# 第34师团 (日本陆军)
第34师团（だいさんじゅうよんしだん）是大日本帝國陸軍师团之一。

## 沿革
七七事变爆发后，由于从华北、华中到华南地区的战線持续扩大，战争陷入泥沼化中，为了替换下在中国第一线作战的甲种野战师团，以维持占领地的治安和警备为目的，而于1939年（昭和14年）2月7日新设立的步兵三個联队編制师团之一（乙种师团），同一时间新设立有第32师团、第33师团、第35师团、第36师团、第37师团。同年6月30日新设立第38师团、第39师团、第40师团、第41师团。
編成後立即被投入中国战線，被编入第11軍作戰序列，从事武汉地区的警备和维持治安工作。同年12月起移驻南昌市负责当地警备和维持治安工作。1940年（昭和15年）的参加枣宜会战。1941年（昭和16年）的上高会战中，师团所属的野炮兵第34联队第8中队遭遇国军大部队消灭。
太平洋战争開战後，被编入第11軍隷下负责华中地区占领地的治安和警备作战任务，由乙种师团降级为没有炮兵的丙种师团，所属野炮兵第34联队也被解散。1944年（昭和19年）5月参加豫湘桂会战，在豫湘桂会战负责攻击長沙、岳麓山等地。
1945年（昭和20年）4月18日作为支那派遣军直轄部隊，在向南京上海方向行军途中在九江附近无条件投降。

## 师团概要

### 歴代师团長
- 關龜治 中将：1939年（昭和14年）3月9日 - 1940年（昭和15年）12月2日
- 大賀茂 中将：1940年（昭和15年）12月2日 - 1942年（昭和17年）10月8日
- 秦彦三郎 中将：1942年（昭和17年）10月8日 - 1943年（昭和18年）3月25日
- 伴健雄 中将：1943年（昭和18年）3月25日 - 終战

### 最終所属部隊
- 步兵第216联队（大阪）：石川明大佐
- 步兵第217联队（大阪）：木佐木清次大佐
- 步兵第218联队（和歌山）：沢多亮大佐
- 第34师团工兵隊：森山正文大尉
- 第34师团輜重隊：森三丸大佐
- 第34师团通信隊：西川浩大尉
- 第34师团第1野战医院：高橋新吾軍医少佐
- 第37师团第2野战医院：番場新一軍医少佐
- 第34师团病馬廠：倉田一良兽医大尉